# Кючюк'яли (станція метро)
40°56′56″ пн. ш. 29°07′21″ сх. д. / 40.9488° пн. ш. 29.1226° сх. д.
Кючюк'яли (тур. Küçükyalı) — станція лінії М4 Стамбульського метро. Відкрита 17 серпня 2012 року поряд з п'ятнадцятьма іншими станціями у черзі Ускюдар — Картал.
Конструкція — станція глибокого закладення, має острівну платформу та дві колії.
Розташована під автострадою D.100 у кварталі Чинар району Малтепе.
Пересадки:Автобуси:16A, 16B, 16C, 16KH, 16S, 16U, 16Y, 16Z, 17K, 17P, 19B, 19H, 19Z, 21C, 21G, 21K, 21U, 130, 130A, 130Ş, 251, 500T, KM41, KM45
 Маршрутки: Гарем — Гебзе, Кадикьой — Картал, Кадикьой — Угур-Мумджу.